# Belvedere (grup musical)
Belvedere és un grup canadenc de hardcore melòdic format a Calgary i Edmonton el 1995.

## Història
Prenent el seu nom de Mr. Belvedere, la sitcom dels anys 1980, el grup va fundar-se a Calgary, l'any 1995, per tres membres: Steve Rawles (guitarra i veu), Brock (baix) i Dan Hrynuik (bateria). Amb els anys, Belvedere es va consolidar amb un so punk rock amb reminiscències de Bad Religion i NOFX. El 1998, un cop incorporat el segon guitarrista, Scott Marshall, el nou bateria, Jay Hollywood, i un nou baixista, Jason Sinclair, el quartet va publicar el seu àlbum debut, Why No One Stopped Us. Després de fer una gira el 1999 juntament amb Bad Religion i Strung Out, a principis del 2000 Belvedere va publicar el seu segon àlbum, Angels Live in My Town.
El 2001 es va publicar l'àlbum Twas Hell Said Former Child, que va coincidir amb la seva primera gira europea. Un disc compartit amb Downway, Hometown Advantage, va aparèixer el 2003. A la primavera del 2004, van fer un gira amb Death by Stereo, Tsunami Bomb i Misconduct. Belvedere es va separar a finals de 2005, fent el seu darrer concert a la seva ciutat natal, Calgary, al novembre. Steve Rawles i el bateria Graham Churchill després van formar This Is a Standoff el 2007.
Al cap de set anys, Belvedere, es va tornar a reunir per a realitzar una gira el 2012 per Canadà, Amèrica del Sud i Europa. El 30 d'abril de 2016, la banda va publicar The Revenge of the Fifth, el seu cinquè àlbum d'estudi. El 2021 Belvedere va presentar l'àlbum Hindsight Is the Sixth Sense.

## Discografia
- Because No One Stopped Us (1998) Hourglass i 206 Records
- Angels Live in My Town (2000) Jump Start Records
- Twas Hell Said Former Child (2001) Jump Start Records i the Montreal imprint Union 2112
- Hometown Advantage (2003) amb Downway
- Fast Forward Eats the Tape (2004)
- All of It (2013, recopilatori)
- The Revenge of the Fifth (2016)[7][8][9][10]
- Hindsight Is the Sixth Sense (2021)